# Heliocentrismus

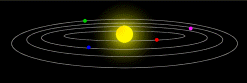
Sluneční soustava

V astronomii je heliocentrismus modelem stavícím Slunce do středu sluneční soustavy a celého vesmíru. Slovo je odvozeno z řeckého ἥλιος hélios = „Slunce“ a latinského centrum, „střed“. Historicky byl heliocentrismus protikladem geocentrismu a v současné době moderního geocentrismu, které kladou jako centrum Zemi. Myšlenka Slunce jako středu vesmíru byla známá již v 4. století př. n. l., v 16. století myšlenku Slunce jako středu Sluneční soustavy znovu zavedl polský astronom Mikuláš Koperník (1473–1543) a na něj navazují další jako Galileo Galilei.
Po mnoho století musel heliocentrismus čelit zdánlivě samozřejmému obecnému názoru, že pokud by se Země otáčela a zároveň pohybovala kolem Slunce, lidé a předměty by museli spadnout, dalším argumentům týkajících se meteorologie a astronomie, a také nesouladu se soudobými filosofickými či náboženskými představami. K udržování geocentrismu také podstatně přispěla autorita díla Aristotela a spolehlivost složitého ptolemaiovského modelu.
Moderní znalosti ukazují, že v rovnoměrně hierarchicky uspořádaném vesmíru ani v rámci naší galaxie Slunce nezaujímá nijak význačné postavení. A protože objekty sluneční soustavy na sebe vzájemně působí, ani tvrzení planety obíhají kolem Slunce není zcela přesné.

## Historie

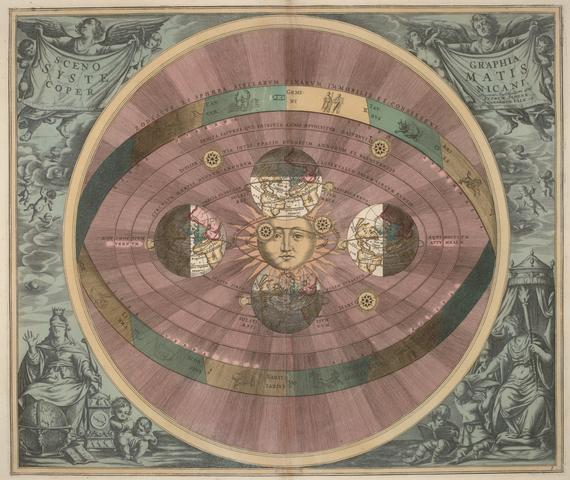
Heliocentrický vesmír

### Klasické období
Komukoliv, kdo se zastaví a pohlédne na oblohu, se zdá být zřejmé, že Země stojí na místě, zatímco všechno na obloze ubíhá kolem ní každý den. Při delším pozorování lze vidět mnohem komplikovanější pohyby. Slunce dělá menší či větší okruh při své roční dráze, planety mají podobné pohyby, občas se však na své cestě mezi hvězdami obrátí a pohybují se po určitou dobu opačným směrem (retrográdní pohyb). Pro lepší pochopení těchto pohybů bylo potřeba zavádět komplikované popisy, nejznámějším z nich je Ptolemaiovský systém formulovaný ve 2. století.
Neintuitivní myšlenka heliocentrismu, kde je to Země, nikoliv nebesa, co se skutečně pohybuje, byla navržena dokonce již v 4. století př. n. l. V kapitole 13 druhé knihy svého spisu O nebesích napsal Aristotelés „Jak tvrdí pythagorejci, v centru je oheň a Země je jen jedna z hvězd, vytvářející noc a den krouživým pohybem kolem centra.“ Důvody tohoto umístění byly spíše filosofické než vědecké — pro pythagorejskou filosofii založenou na základních živlech byl oheň živlem ušlechtilejším než země, a proto by měl být ve středu, zatímco Země i Slunce ho obíhaly. Aristotelés tento argument odmítl a hlásal geocentrismus. Jedním z argumentů byla naopak největší tíha živlu země, který se tedy musí zákonitě soustředit „na dně“, tedy ve středu kosmu.
Později heliocentrismus opět navrhl Aristarchos ze Samu (kolem roku 270 př. n. l.). Ten se zabýval měřením poměru velikosti Slunce, Země a Měsíce. Došel k nepřesným údajům, ale v zásadě správnému závěru, že Měsíc je výrazně menší než Země a Slunce mnohonásobněji větší. Jak mnozí předpokládají, usoudil na základě těchto poznatků, že pohyb Země kolem obrovského Slunce – tak jako menší Měsíc obíhá kolem větší Země – dává větší smysl, než kdyby to bylo obráceně. V jeho vlastní době však někteří lidé soudili, že tato myšlenka je protináboženská.
Aristarchovu heliocentrickému modelu oponoval Archimédés, který ve svém díle O počtu písečných zrn prohlašoval, že svět (vesmír) je velký, ale konečný a na základě množiny prvotních předpokladů spočítal horní mez poloměru vesmíru na 10 000 000 000 stadií. Na základě tohoto čísla pro velikost vesmíru vyvozoval, že zde musí být maximální vzdálenost, v jaké mohou být hvězdy od centra. V heliocentrickém systému se Země ocitá v průběhu roku v místech vzdálených od sebe dvojnásobek vzdálenosti Země–Slunce, a vzhledem ke vzdálenosti hvězd by zde měla být viditelná paralaxa umožňující rozlišit bližší a vzdálenější hvězdy. Vzhledem k tomu, že žádná paralaxa není pozorována, odmítl Archimédes heliocentrismus, protože jinak by bylo potřeba odsunout hvězdy do (pro Archiméda) nepřijatelné vzdálenosti.
V 5. století indický astronom Árjabhata (zřejmě nezávisle na Aristarchovi) také navrhoval heliocentrický vesmír. Jeho práce nebyla přeložena do latiny až do chvíle, kdy Koperník napsal De revolutionibus orbium coelestium, a tak zůstala na Západě prakticky neznámá až do 12. století, ve kterém byly přeloženy do latiny některé staré arabské astrologické a astronomické spisy, které jeho teorie komentovaly a rozpracovávaly (např. Aliboron, „Indické kroniky“ Ta'rikh al-Hind ).
Egyptský (možná napůl mytický) filosof Hermés Trismegistos také navrhoval heliocentrický náhled na svět, a stojí za povšimnutí, že Koperník dokonce ve svém De revolutionibus orbium coelestium poděkoval za inspiraci Trismegistovými myšlenkami. Přesná datace není možná, ale Trismegistos pravděpodobně žil ve faraónském Egyptě, i když skutečné texty dokládající hermetickou tradici lze datovat zhruba do časů Krista.

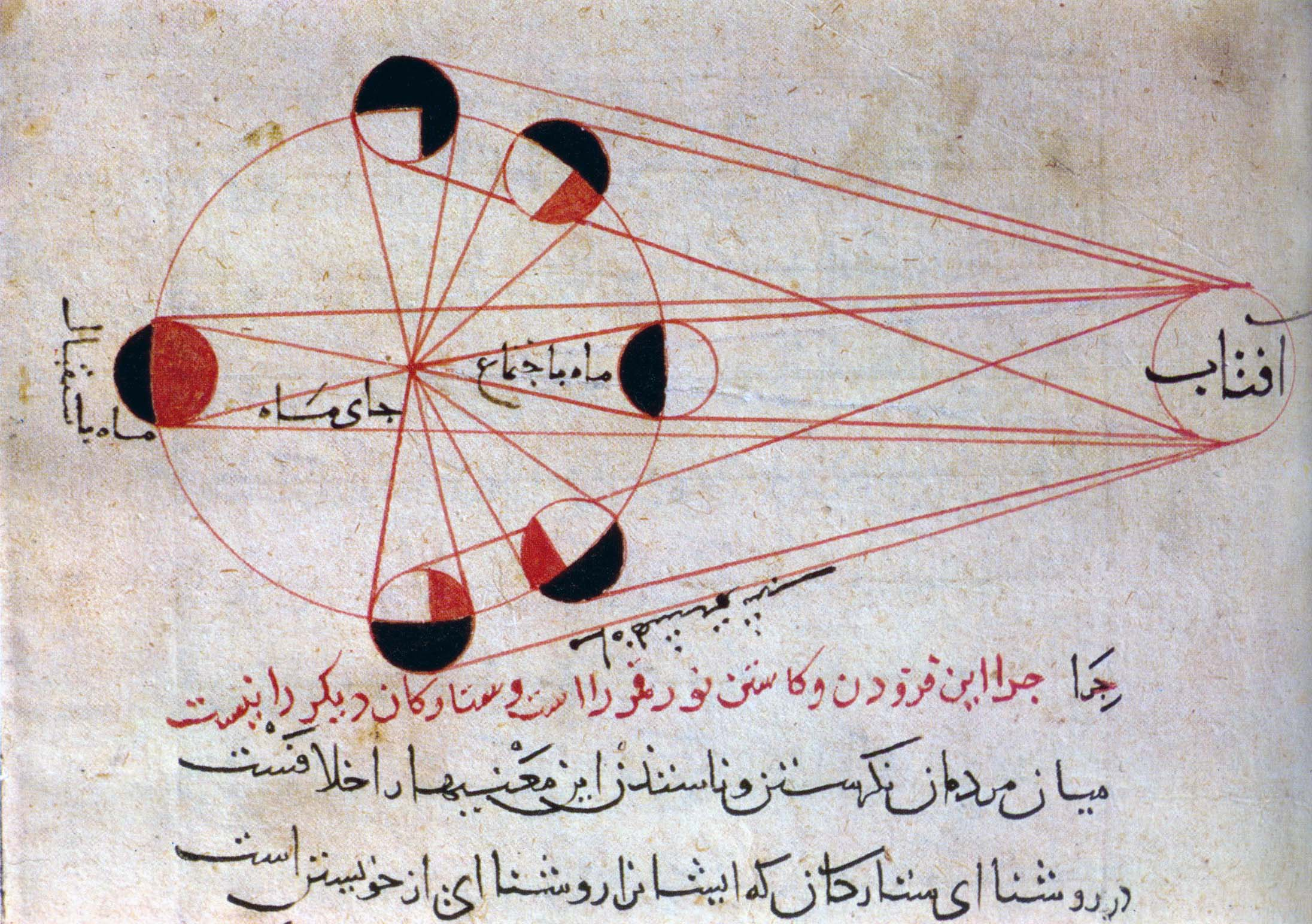
Ilustrace zatmění Měsíce ze spisu al-Birúního (11. století)

### Středověk
Na pomezí 10. a 11. století vyslovil ve svých arabsky psaných spisech významný perský astrolog Muhammad Abú ar Rajhán al-Birúní, později známý pod latinizovaným jménem Aliboron, přesvědčení, že Země rotuje kolem své osy a obíhá kolem Slunce. Ve svém díle přitom vycházel z důkladné znalosti Aristotelova díla a překladů klasických astrologických a hermetických spisů do arabštiny i důkladné znalosti tradic indických astrologů. Jeho spisy, a díla jeho arabských následovníků, byly ve 12. století ve Španělsku a Francii přeloženy do latiny a rozšířily se po celé Evropě.
Francouzský pozdně středověký scholastický teolog a myslitel biskup Mikuláš Oresme zastával ve 14. století názor, že heliocentrický systém je stejně oprávněná hypotéza jako geocentrický. Odmítl argument, že by rotující Země způsobovala nutně katastrofální větry a také připravil myšlenku fyzikální hybnosti tělesa. Jeho spisy vycházely od 15. století tiskem.

### Renesance a novověk
V 16. století teorii oživil polský katolický duchovní Mikuláš Koperník, se svým dílem Šest knih o obězích nebeských sfér (De revolutionibus orbium coelestium), které publikoval roku 1543. Při vývoji svých teorií planetárního pohybu Koperníka pravděpodobně ovlivnily dřívější práce arabského astronoma Ibn al-Šatira a perského astronoma Nasir al-Din al-Tusiho. Koperníkovu knihu doplnil jeho vydavatel předmluvou, která heliocentrismus popsala jako pouhou matematickou teorii a tak chránil autora před případným obviněním z rouhání. Později ale byla kniha stejně zařazena na katolický index zakázané literatury, kde figurovala od 5. března 1616 až do roku 1835.
Dalším pokračovatelem a učencem prohlubující myšlenku heliocentrismu byl Galileo Galilei (1564–1642). Jeho myšlenky a objevy potvrdili jezuitští astronomové jako páter Grienberger, který osobně ověřil Galileiho objev měsíců Jupitera. Záhy byla i ověřena současná změna zdánlivé velikosti Venuše v závislosti na její fázi. Tím byly vyvráceny některé geocentrické modely. Jediné modely, které zůstávaly ve hře, byly modely heliocentrické a geocentrické modely založené na Tychonově systému. Církevní učenci Galileovy myšlenky dále zkoumali a někteří ji považovali za spolehlivější než kterýkoliv jiný v té době známý systém. Galileo byl ale přesvědčen, že se nejedná o pouhou matematickou techniku, ale že má i filosofickou pravdu a Země reálně obíhá kolem Slunce. Obecná podpora akademického světa i církve však byla na straně geocentrického Tychonického systému. V dané době neexistoval dostatek pozorování, které by přesvědčivě rozhodly ve prospěch jednoho systému.
V letech 1616 až 1633 byly církví ustanoveny dekrety (1616 dekret Svatého oficia) a Galileo byl upozorněn, aby svou teorii přímo neprosazoval. Přes všechna varování Galileo ve svých publikacích toto napomenutí ignoroval, a proto jeho učení církev oficiálně zakázala. I z tohoto důvodu dala církev na index zakázané literatury (Index Librorum Prohibitorum) nejen Galileovy knihy, ale i starší Koperníkovy Oběhy nebeských sfér a dokonce i jednu knihu Keplerovu. Za prosazování heliocentrické teorie byl Galileo posledních několik let svého života držen v domácím vězení. Edikt proti Galileovi zrušil papež roku 1992.
Významnou roli ve sporech kolem postavení Slunce a Země hráli i dva astronomové, působící v Praze: Tycho Brahe a Johanes Kepler.
Brahe navrhl hybridní systém, ve kterém přímo kolem nehybné Země obíhaly Měsíc a Slunce, zatímco planety obíhaly kolem Slunce.
Kepler pak objevením zákonů pohybu planet zakotvil heliocentrický systém i prakticky: pohyb Země kolem Slunce je v souladu s jeho třetím zákonem, zatímco pohyb Slunce kolem Země ne. Objevem gravitačního zákona pak definitivně tuto otázku vyřešil Isaac Newton.
Archimédova námitka proti heliocentrismu, že v případě jeho pravdivosti bychom v průběhu roku museli pozorovat paralaxu zdánlivě stálých pozic hvězd, byla nakonec vyřešena, když byla hvězdná paralaxa skutečně pozorována pomocí vylepšených přístrojů v 19. století (poprvé Friedrich Bessel v roce 1838). V té době už byl ale model heliocentrické sluneční soustavy v mnohem větším vesmíru přijat téměř všemi. Už před tím byla totiž v roce 1729 pozorována aberace světla hvězd, která prokázala pohyb Země kolem Slunce s dostatečnou spolehlivostí. Různé nepotvrzené zprávy o pozorování aberace či paralaxy se vyskytovaly už kolem roku 1600.

## Současná věda

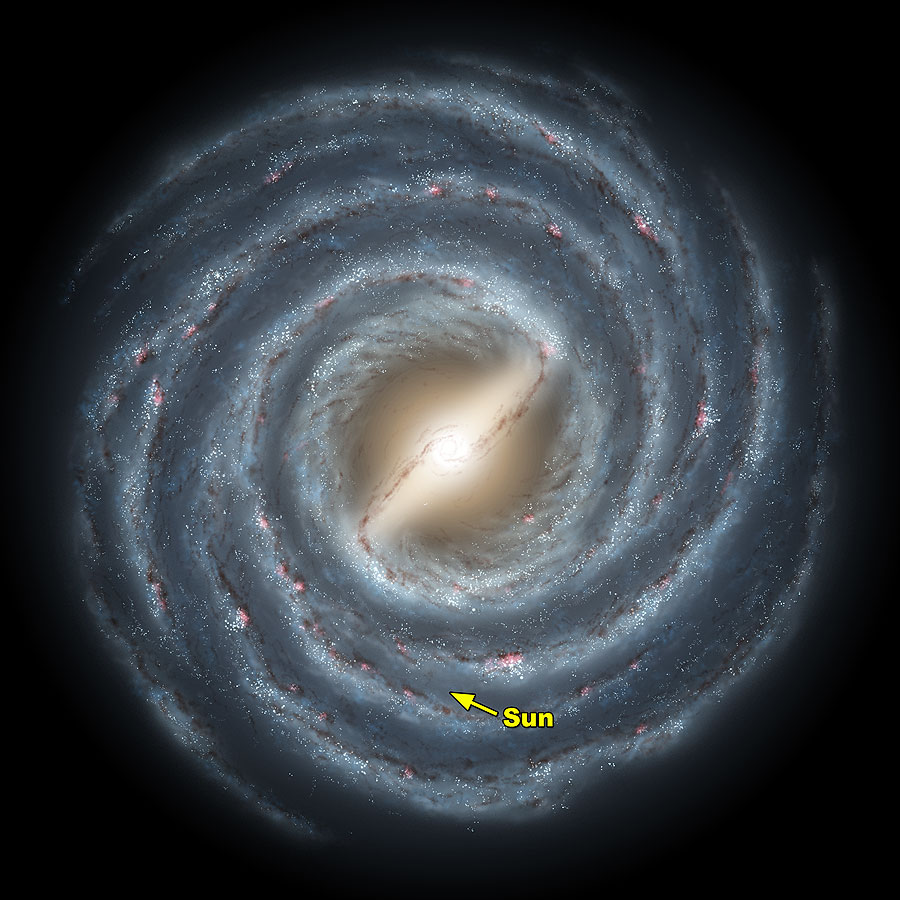
Poloha Slunce v galaxii Mléčná dráha

Poznání, že heliocentrický pohled také není v doslovném znění zcela pravdivý, přicházelo po jednotlivých krocích. Již Giordano Bruno vznesl silné argumenty, že Slunce není středem vesmíru, ale jednou z nespočetných hvězd; Galileo měl tentýž názor. V průběhu 18. a 19. století se pozice Slunce jako pouhé jedné hvězdy z mnoha stala stále samozřejmější. Ve 20. století, dokonce ještě před objevem existence mnoha galaxií, už to nebylo vnímáno jako sporná věc. 

Pohyb Slunce vzhledem k těžišti sluneční soustavy (1945–1996).
V barycentru je pro srovnání zakreslen sluneční kotouč, křivka ale ukazuje pohyb jeho středu.

Dokonce i když omezíme diskuse na sluneční soustavu, Slunce není geometrickým centrem žádné z planetárních drah, spíše ohniskem jejich eliptických drah. Navíc vzhledem k tomu, že hmotnost planet nelze vzhledem k hmotnosti Slunce zanedbat, je centrum gravitace slunečního systému umístěno mimo střed Slunce, většinu času dokonce mimo hranice fotosféry. (Hmotnost planet, především Jupiteru tvoří asi 0,14 % hmotnosti Slunce.)

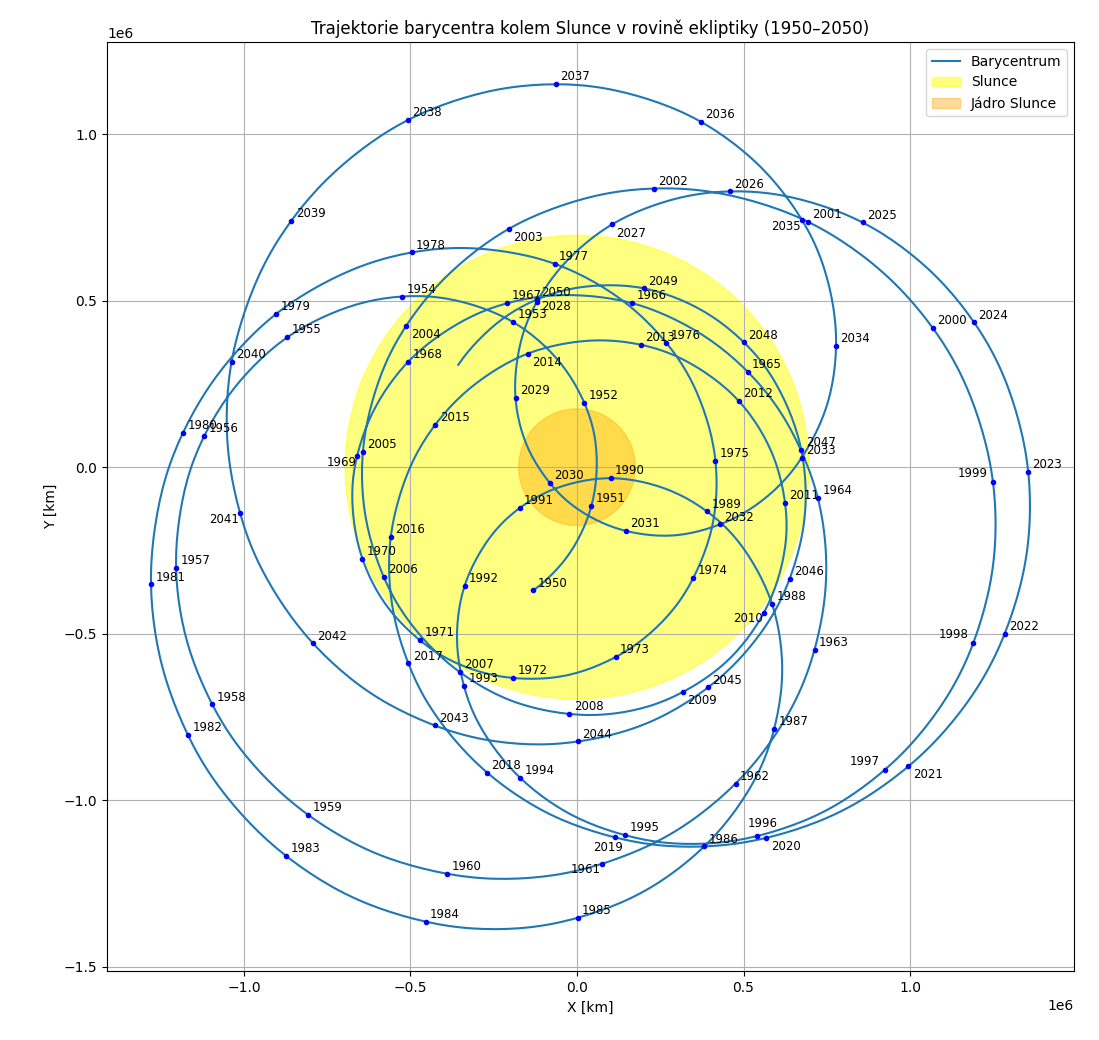
Pohyb těžiště sluneční soustavy vzhledem ke Slunci a jeho jádru (1950–2050) – pohled od severu, jarní bod vpravo

Celý koncept centra vesmíru a termínu „být v klidu“ je popřen principem relativity. I když bylo zřejmé, že zde neexistuje žádné privilegované místo ve vesmíru, až do formulování speciální teorie relativity Albertem Einsteinem se předpokládala přinejmenším existence privilegované třídy inerciálních systémů absolutně v klidu, především ve formě hypotézy světlonosného éteru. Některé formulace Machova principu předpokládaly, že vztažná soustava v klidu vzhledem ke hmotě vesmíru musí mít zvláštní vlastnosti.
Pozorovatelný vesmír přes svou nepravidelnost je v podstatě ve všech směrech stejný, nevykazuje nějakou zřetelnou symetrii. Také uznávaná teorie rozpínání vesmíru z počátečního velkého třesku nevykazuje středovou symetrii, rozpínání probíhá ve všech oblastech stejně. Pozorování vesmíru proto neumožňuje určit, zda a kde má vesmír střed, ani jeho polohu vůči Slunci.

### Moderní užívání pojmůgeocentrickýaheliocentrickýve vědě
V praktických výpočtech musí být často určen počátek a orientace vztažné soustavy. Používají se systémy s počátkem ve hmotném středu Země, Slunce nebo v hmotném středu sluneční soustavy. Přídavná jména geocentrický a heliocentrický mohou být používána v tomto kontextu. Ačkoli výběr vztažné soustavy nemá žádné filosofické ani fyzikální dopady, z praktických důvodů se často užívá barycentrum sluneční soustavy (SSB), protože představuje téměř 
inerciální soustavu. Matematickou transformaci lze sice vyjádřit přesně, ale relativistické efekty a kumulace zaokrouhlovacích chyb mohou přinášet značné komplikace.